# Le Guépard
Pour les articles homonymes, voir Guépard (homonymie).
Cet article concerne le roman. Pour le film et la série, voir Le Guépard (film) et Le Guépard (série télévisée).
Le Guépard (Il Gattopardo) est l'unique roman de l'écrivain et aristocrate italien Giuseppe Tomasi di Lampedusa, paru en 1958 à titre posthume et récompensé par le prix Strega l'année suivante.
Tomasi di Lampedusa y trace la vie de don Fabrizio Corbera, prince de Salina, un aristocrate sicilien, au milieu des tourments révolutionnaires italiens du Risorgimento. Mais c'est surtout une histoire de la Sicile et de la transition entre un ordre ancien et un nouvel ordre.
L'auteur s'est apparemment inspiré de Giulio Fabrizio di Lampedusa, son arrière-grand-père, pour créer le personnage de don Fabrizio. Les armes de cet aïeul étaient un lion léopardé (c'est-à-dire passant à la façon du léopard), que l'auteur a transformé en guépard « dansant » dans son œuvre.
L'auteur a déclaré que les réflexions du prince Salina sur la société étaient en réalité les siennes. À l'approche des célébrations du centenaire de l'unification italienne, l'auteur ressentait l'envie de parler de l'opportunisme qui avait selon lui essentiellement caractérisé l'époque, bien loin de l'enthousiasme que présente l'historiographie officielle italienne. Parfois présenté comme un roman « réactionnaire », cet ouvrage est en réalité très critique sur les élites.

## Contexte historique
Le roman commence en mai 1860, au milieu du court règne de François II des Deux-Siciles qui vient de succéder à son père Ferdinand II, mort un an auparavant (à 49 ans). Ce mois de mai marque aussi le début de l'expédition des Mille.

## Résumé

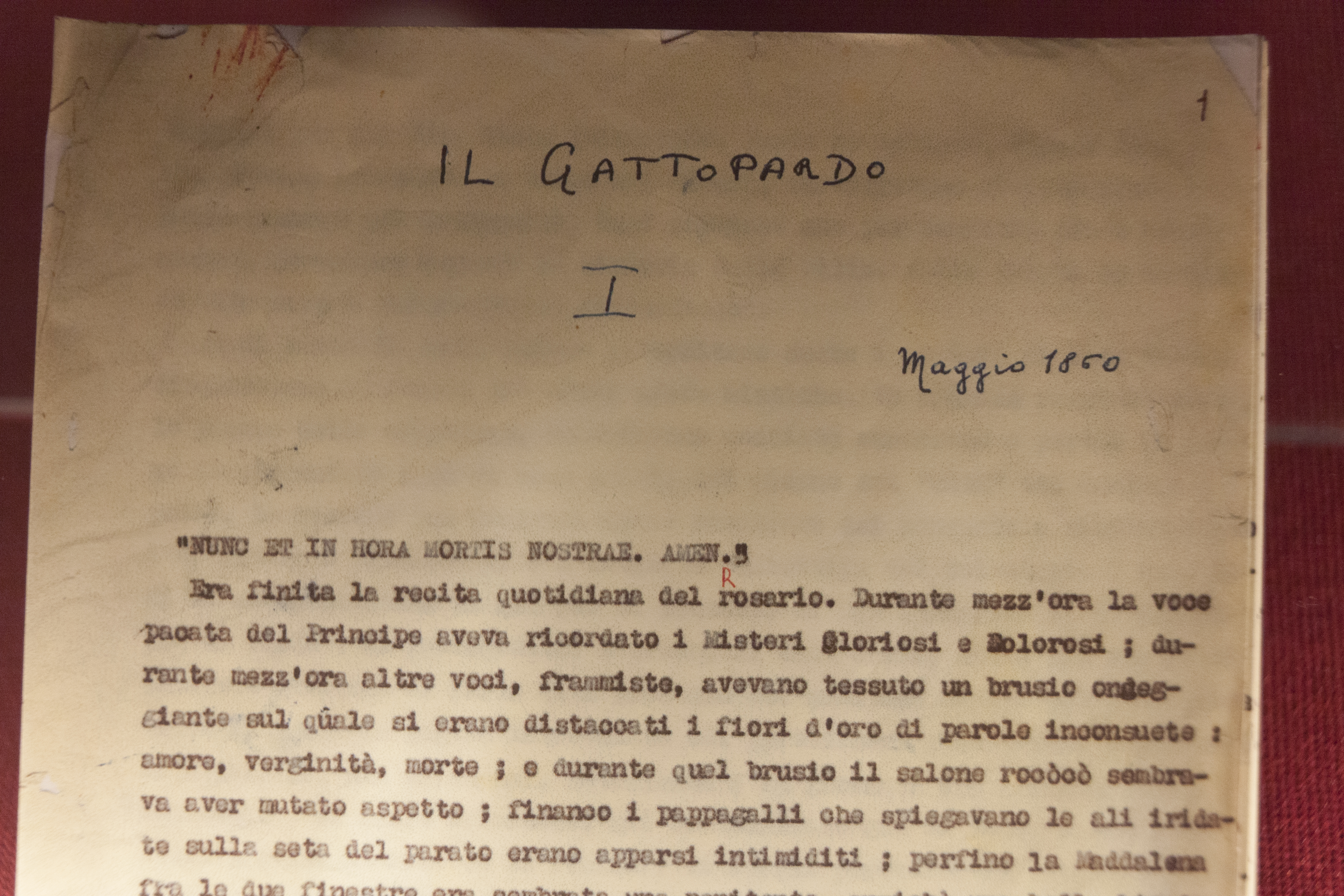
L'incipit dactylographié.

L'ouvrage comporte une table analytique permettant de retrouver plus facilement les temps forts de l'intrigue.

### Première partie: mai 1860
Entre deux récitations du chapelet, la première partie fait le tour de 24 heures de la vie du prince de Salina ; la révolution garibaldienne fait irruption dans le quotidien de cette famille aristocratique. S'annonce le débarquement des Chemises rouges commandées par Garibaldi.
Tancredi, neveu et pupille très aimé du prince, rejoint les troupes révolutionnaires après avoir révélé son calcul à son oncle. Le prince expose à son confesseur, le père Saverio Pirrone, sa vision des événements politiques : selon lui, il n'y aura qu'un simple échange de l'exercice de l'autorité entre l'aristocratie et la bourgeoisie montante. Le Père Pirrone s'inquiète pour la propriété des biens de l'église catholique en premier lieu et pour celle des nobles en un second temps.

### Deuxième partie: août 1860

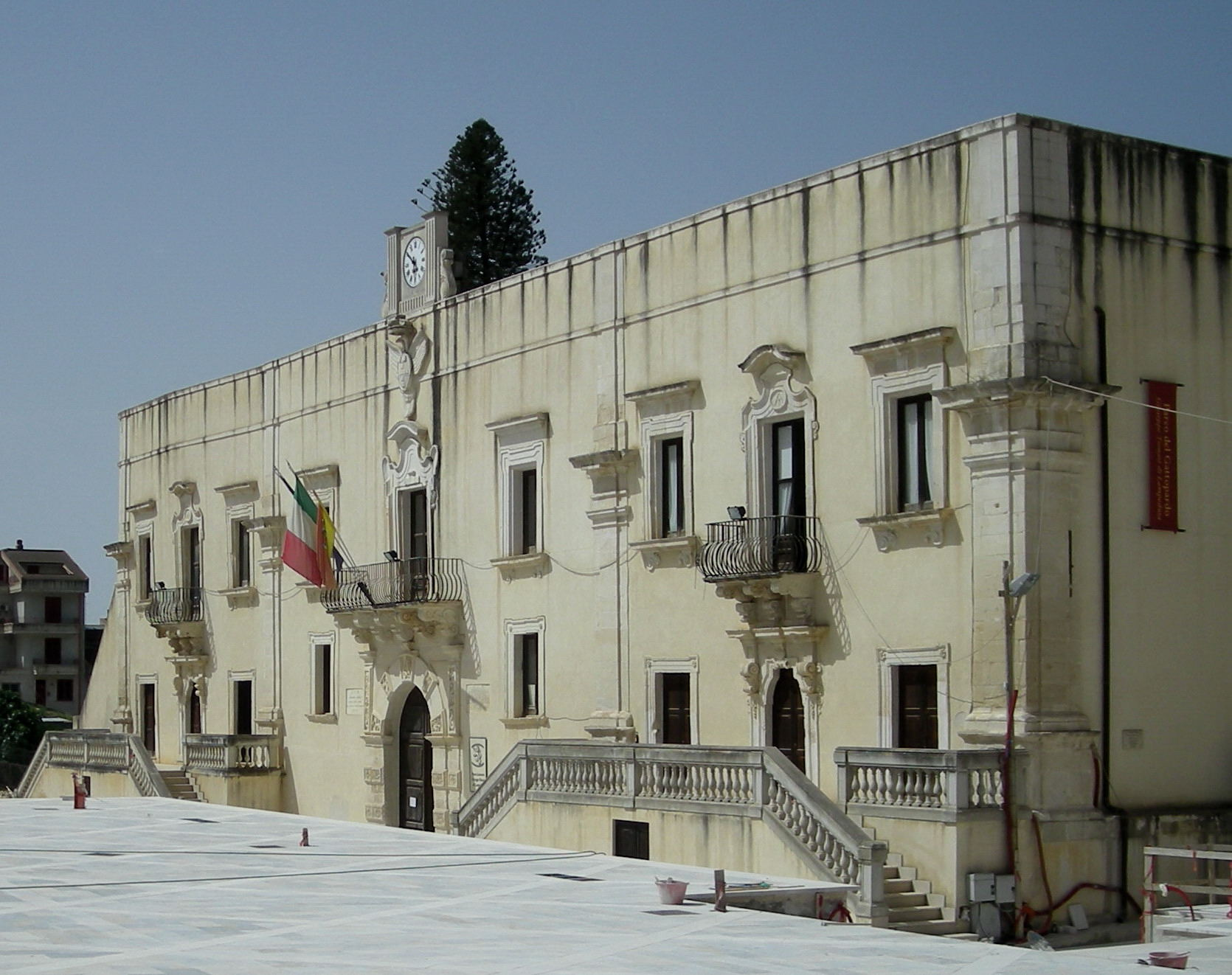
Le palais Filangeri di Cutò, à Santa Margherita di Belice, dont s'inspire la description du palais de Donnafugata. Le village, quant à lui, a pour modèle la localité de Palma di Montechiaro.

Comme tous les étés, la famille du prince de Salina quitte son palais principal de Palerme pour rejoindre sa résidence d'été de Donnafugata. C'est l'occasion d'une description de la Sicile et de l'aridité de son climat en cette fin d'été. Les autorités locales accueillent la famille princière par une cérémonie selon la coutume, ce qui conforte le prince dans l'idée que rien n'a changé même si, au premier rang des autorités, don Calogero Sedàra, exhibe sa toute nouvelle écharpe tricolore de maire. Au cours de la réception offerte par le prince, la fille du maire, Angelica, trouble tous les convives par sa beauté.

### Troisième partie: octobre 1860
La campagne de Donnafugata permet au prince de Salina de s'adonner à des parties de chasse dans l'automne naissant. Lors de l'une d'elles, le prince discute avec Don Ciccio Tumeo, organiste, des chamboulements politiques de l'Italie. Il l'interroge aussi sur ce qui se dit au village à propos de don Calogero Sedàra et de sa famille ; car Tancredi, son neveu, est amoureux d'Angelica, fille unique de Sedàra. Cette partie de chasse mêle l'Histoire de la Sicile et l'histoire des familles nobles et roturières, plus ou moins bourgeoises, plus ou moins cultivées. Comme la première partie, celle-ci se déroule en 24 heures.

### Quatrième partie: novembre 1860

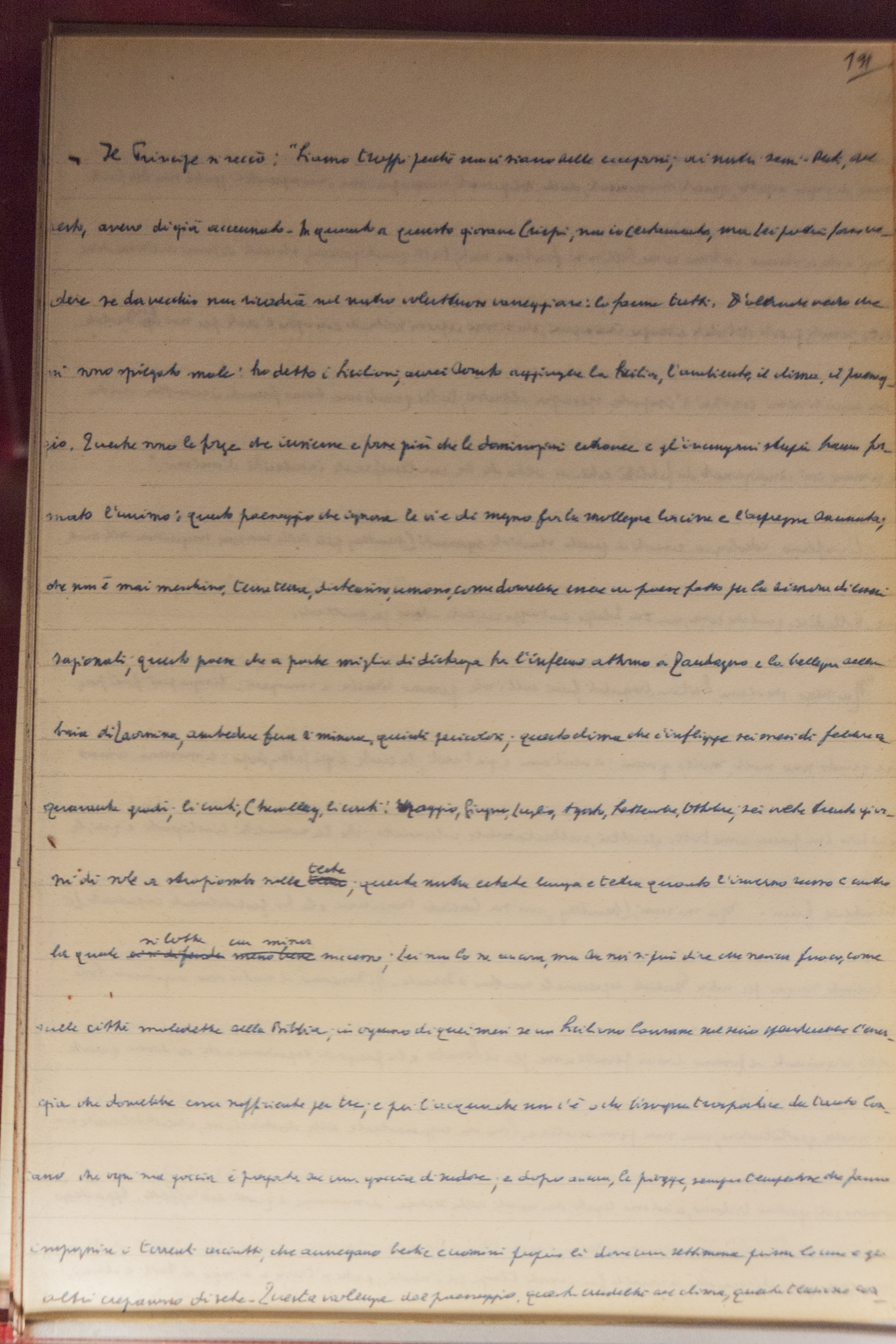
Manuscrit : le dialogue entre Salina et Chevalley.

Angelica et Tancredi sont fiancés. Dès lors Angelica se montre régulièrement au palais des Salina. Le désir du jeune couple se traduit par les courses interminables dans les recoins les plus mystérieux du palais. La nouvelle Italie envoie le chevalier Aimone Chevalley pour convaincre le prince Salina de devenir sénateur. Ce dernier refuse, et propose à la place don Calogero Sedàra, nouvelle étoile montante de la bourgeoisie locale. La venue de Chevalley permet au prince de montrer à un étranger sa vision de la Sicile, des rapports entre la noblesse et les autres classes sociales ainsi que l'idée qu'il se fait des événements en cours.

### Cinquième partie: février 1861
Le père Pirrone revient dans son village natal de San Cono pour l'anniversaire du décès de son père. Il devient le protagoniste de cette partie. On découvre son opinion politique sur la nouvelle Italie. Il rentre donc dans une analyse des classes sociales. Avant de repartir, le père Pirrone arrange le mariage de sa nièce Angelina et de son neveu Santino Pirrone. Ce mariage établit un parallèle avec celui de l'intrigue principale (Angelica/Tancredi). Dans les deux cas, la vision patrimoniale est un objectif parental. Cette partie est un véritable tournant dans le roman : le déclin de la féodalité et de la religiosité.

### Sixième partie: novembre 1862
La famille Salina se rend au bal des Ponteleone. C'est l'occasion de présenter Angelica à la société palermitaine. Le prince, agacé par l'insouciance futile des invités, s'isole dans la bibliothèque du palais. Mais Angelica vient lui demander de lui accorder une valse et le prince oublie un temps ses pensées funestes. C'est à ce moment qu'est suggéré pourquoi le prince a, non seulement accepté, mais facilité le mariage de son neveu avec Angelica, dont l'extraction roturière a été longuement expliquée précédemment : il éprouve lui-même un sentiment inavoué pour Angelica qu'il réprime tout en l'actualisant par procuration et en justifiant ce mariage par les bouleversements politiques. Lors du retour matinal vers la maison, que le prince choisit de faire à pied, les étoiles sont l'occasion de retrouver son sentiment de magnificence du cosmos, et de solitude.
Si l'on considère l'heure du retour du prince (6 heures du matin), l'heure d'arrivée au bal (22 h 30) et le temps de s'y préparer, cette partie dure environ une demi-journée, comme la suivante.

### Septième partie: juillet 1883
21 ans après le bal, le prince revient de voyage à Naples où il s'est rendu pour une visite médicale. Un malaise l'empêche de rentrer chez lui et il doit s'arrêter à l'hôtel Trinacria où il meurt.
Cette partie dure une demi-journée.

### Huitième partie: mai 1910
Retour dans le palais des Salina des années après la mort du prince. Les trois filles, Concetta, Caterina et Carolina, ne se sont jamais mariées. Bigotes, l'une d'elles (Carolina) collectionne les reliques que le cardinal de Palerme vient faire analyser. La chute est totale : ces reliques sont fausses pour la plupart,.
Plus tard, Concetta apprend qu'elle a renoncé à Tancredi pour une boutade. En symbole de la fin de la lignée des Salina, Concetta jette par la fenêtre la dépouille empaillée du chien bien-aimé de son père, qui est vraiment trop poussiéreuse et piquée par les vers.

## Personnages

### Personnages principaux
- Don Fabrizio Corbera, prince Salina (le Guépard). Il voit l'aristocratie s'effondrer mais ne fait rien pour s'y opposer. Un personnage lucide et clairvoyant, déchiré entre la nonchalance sicilienne de son père et l'orgueil glacé de sa mère allemande. Il ne peut se distinguer que par sa supériorité intellectuelle : il a reçu de nombreuses récompenses pour ses découvertes en astronomie et en mathématiques, qui lui donnent l'impression illusoire de dominer encore le monde - il découvre deux étoiles, inaltérables dans l'imaginaire poétique, qu'il baptise des noms de Salina et de Svelto, l'un de ses chiens (« un braque inoubliable »), il est ainsi assuré de laisser une trace derrière lui, car il sent sa fin approcher.
- Tancredi Falconeri, neveu et pupille de don Fabrizio. Noble, il participe à la révolution garibaldienne puis rejoint l'armée régulière. D'un caractère joyeux et plein d'esprit, il bénéficie du soutien de son oncle. Selon Tancredi, « pour que tout reste comme avant, il faut que tout change », c'est ce qui l'amènera à suivre les événements afin de conserver les avantages de sa classe. Il n'a donc rien d'un noble romantique, qui resterait fidèle à une cause perdue, celle des Bourbons et d'une tradition aristocratique : il épouse la cause libérale par ambition dans une société qui bouge. Volontaire et séduisant, il fait un riche mariage avec une jolie fille de parvenu, Angelica Sedàra. Il incarne l'ardeur de vivre sans se laisser entraver par le passé révolu.
- Don Calogero Sedàra, riche propriétaire sicilien. Il est le maire du village de Donnafugata, situé sur les terres du prince et où la famille Salina vient chaque année en villégiature. Sedàra représente la montée des forces nouvelles. Avare, parvenu et nouveau riche, intelligent et sans culture, il écarte tout ce qui le gêne sur le chemin de son ascension politique et sociale. Marié à donna Bastiana, une créature superbe, mais « animale », il est à demi-mot soupçonné d'avoir assassiné (ou fait assassiner) le père de celle-ci, Peppe Giunta, un métayer du prince, surnommé, en raison de son extrême saleté, « Peppe Merda ». Il découvre la courtoisie en côtoyant le prince Salina. Il juge naïfs les aristocrates qu'il considère comme des moutons à tondre. Il se réjouit de l'ascension sociale que lui permet l'alliance de sa famille avec celle des Falconeri qu'il voit comme une bonne affaire. Il cherche à s'intégrer aux aristocrates au point de chercher à faire croire qu'il est baron del Biscotto.
- Angelica Sedàra. Elle est la fille de don Calogero Sedàra et de donna Bastiana. Angelica est d'une beauté remarquable mais d'une « grâce vulgaire ». Parvenue, elle a des prétentions à la distinction mais ses origines rustiques percent sous le vernis, par exemple lorsqu'elle mange sa soupe avec sa cuillère « solidement empoignée à mi-manche » lors du dîner chez les Salina. Elle épouse Tancredi par intérêt selon le prince Salina (« C'est une jeune fille comme les autres et qui veut faire un beau mariage ; peut-être même est-elle un peu amoureuse de notre Tancrède… », dit-il). La sensualité et la beauté animale du personnage sont mises en avant à quelques reprises, par exemple quand il est fait mention de « sa croupe magnifique ». Malgré la différence d'âge et de condition entre elle et le prince, Angelica a suffisamment d'intuition pour comprendre les véritables motivations du prince et ressent pour lui plus que de la simple reconnaissance. Au personnage d'Angelica correspond la figure antithétique de Concetta, figée dans ses préjugés.
- Concetta Salina, fille du prince et cousine de Tancredi. Elle apparaît d'abord comme naïve et placide mais aussi secrètement passionnée dans les derniers chapitres. Elle est amoureuse de Tancredi, qui épousera Angelica. Cette union l'attriste mais elle s'efforce de faire bonne figure dans l'épreuve. Cette attitude noble tranche avec les réflexions opportunistes d'Angelica qui se demande pourquoi les filles Salina n'essaient pas de prendre l'ami de Tancrède, Cavriaghi, lorsqu'elle constate que Concetta ne se rend pas compte de l'amour que celui-ci lui porte. Elle manifeste de la force d'âme face aux épreuves et se révèle plus réaliste que ses frères et sœurs. Elle est emprisonnée dans sa réserve. Elle se rend compte qu'elle a voué sa vie à aimer Tancredi et que ce fut une perte de temps. Âgée de 70 ans environ, elle apprend qu'elle s'est braquée dans sa jeunesse contre Tancredi, lors d'un repas animé, et à la suite d'un des mensonges du jeune « révolutionnaire » (forcer la porte d'un couvent).
- Père Pirrone, jésuite. Il est dévoué à la famille Salina mais faible, il ne sait pas être ferme avec le prince. Il manifeste une vision claire de la situation politique en mai 1860, quand commence le récit, et met en garde le prince contre le fait de suivre les libéraux, en le prévenant que si la distribution des biens de l'Église ne suffit pas, on dépouillera la noblesse. Il se révèle un bon négociateur pour préserver sa famille en concédant la propriété de son propre patrimoine hérité.
- Don Ciccio Tumeo, compagnon de chasse du prince lors de ses séjours à Donnafugata, il est d'origine modeste, mais très attaché aux Bourbons de Naples, grâce à la générosité desquels sa mère a pu lui donner une éducation. Organiste de l'église de Donnafugata, il a son franc-parler et renseigne le prince sur les antécédents de la famille Sedàra lorsque Salina envisage de marier Tancredi à Angelica. Indigné par ce projet de mariage qui représente selon lui à la fois une mésalliance et une trahison, don Ciccio Tumeo prophétise « Ce sera la fin des Falconeri, et celle des Salina ! ». Il vote non lors du plébiscite qui décide de la réunification de l'Italie et du rattachement à la maison de Savoie. En entendant les résultats annoncés par don Calogero Sedàra, le maire de Donnafugata (« inscrits : 515 ; votants : 512 ; oui : 512 ; non : zéro »), il comprend que les dés sont pipés.
- Bendicò, le danois du prince[5] qui est bien l'un des personnages principaux, de l'aveu même de l'auteur : Lampedusa écrit au dos d'une enveloppe : « Fais attention : le chien Bendico est un personnage important et il est presque la clé du roman »[6]. Il est là du début de l'œuvre jusqu'à la fin, le roman s'achevant sur la destruction de son cadavre empaillé. Il représente la chute de la caste aristocratique et du prince : le début du roman le montre gambadant innocemment dans le jardin alors que l'orage vient. Puis, alors que tout est consommé, la fin du roman le décrit empaillé, mité, et finalement jeté par la fenêtre dans un coin de la cour et donc réduit à un petit tas de poussière livide.

### Les descendants du prince
Il n'est pas aisé de dresser la liste et l'ordre des sept enfants du couple Fabrizio Corbera, prince de Salina, et Maria Stella, son épouse :
- Paolo, duc de Quercera, l'aîné des enfants ; amateur de chevaux, marié à sa cousine Fanny Malvica ;
- Giovanni, garçon indépendant qui s'est volontairement exilé à Londres en 1858, où il travaille comme docker ;
- Carolina, née en 1840 ;
- Concetta, née en 1843 ;
- Francesco Paolo, né en 1844 ;
- Caterina ;
- Chiara, mariée à Naples.

Les trois filles aînées resteront célibataires et deviendront bigotes lors de la dernière partie de l'ouvrage.
Un seul des petits-fils est cité dans l'ouvrage : Fabrizio surnommé Fabrizietto durant son enfance et adolescence.

### Personnages historiques
- Giuseppe Garibaldi, mentionné à de nombreuses reprises, mais n'apparaissant pas dans le roman.
- Enrico Cialdini, un des héros de la victoire de Gaete.
- Ferdinand II et François II, son fils, rois des Deux-Siciles, que rencontre le prince Salina dans la Première partie.
- Le colonel Emilio Pallavicini, qui a fait prisonnier Garibaldi à Aspromonte, apparaît lors de la scène du bal, dans la Sixième partie.
- Et aussi, par rapport aux événements historiques mentionnés :
  - Victor-Emmanuel II ;
  - Napoléon III.

## Citations
Plusieurs des phrases les plus célèbres sont attachées au neveu du prince Salina, Tancredi, et au prince lui-même (voir sur Wikiquote).

## Sortie et accueil
L'auteur du livre, Giuseppe Tomasi di Lampedusa, est mort un an après avoir vu Le Guépard refusé par deux grands éditeurs italiens, Mondadori et Einaudi. Cet aristocrate discret et d'une grande culture s'était par ailleurs durant sa vie tenu à l'écart des milieux littéraires romains, écrivant à la fin de sa vie ce roman en s'inspirant de son aïeul, l'astronome Giulio Fabrizio Tomasi di Lampedusa. À l'époque, ces milieux sont dominés par le Parti communiste et le chef de file de la littérature italienne est l'écrivain et intellectuel marxiste Elio Vittorini, qui participa à faire refuser le manuscrit de Lampedusa. Il lui écrit ainsi dans une lettre du 2 juin 1957 que son texte est « vieillot, de la fin du XIXe siècle », qu'il lui semble déséquilibré, bien qu'en substance il semble surtout lui reprocher sa célèbre phrase « Tout changer pour que tout demeure », allant à l'encontre des idéaux communistes en prétendant que la révolution ne résoudra rien, sinon aggravera les choses (« Nous fûmes des guépards, les lions ; ceux qui nous remplaceront seront les petits chacals, les hyènes »).
Un an après la mort de Lampedusa, l'écrivain Giorgio Bassani découvre le manuscrit incomplet grâce à la fille de Benedetto Croce. Issu de la vieille bourgeoisie juive, il est fasciné par le roman de cette famille aristocratique emportée par l'Histoire et n'a pas de prétentions idéologiques à lui opposer. En 1958, Le Guépard est donc publié chez Feltrinelli, où Giorgio Bassani dirige une collection. C'est le premier best-seller de l'après-guerre en Italie et le livre obtient le prix Strega 1959.
Plusieurs éditions se succèdent mais la gauche littéraire critique ce qu'elle considère être un style « daté », alors que les milieux communistes accusent Lampedusa d'être un « réactionnaire ». En réponse, l'écrivain et intellectuel communiste français Louis Aragon écrit alors dans Les Lettres françaises l'article « Le Guépard et La Chartreuse », où il note que si l'auteur est un aristocrate, son livre est bien un des plus grands romans du siècle, ne trouvant pas nécessaire de se demander s'il est ou non « de droite », ajoutant que cette œuvre est « immergée » dans l'Histoire et ne peut avoir « aucun caractère réactionnaire ». Après ces déclarations, les communistes italiens cessent leurs attaques. Il convient par ailleurs de noter que si Lampedusa cultivait une nostalgie de l'Ancien régime, il admirait en même temps « l'insolence jacobine des Français » de la Révolution.

## Adaptations
- Le Guépard est adapté au cinéma en 1963 par Luchino Visconti et la scénariste Suso Cecchi D'Amico, avec laquelle il a déjà collaboré à de nombreuses reprises. Le film lui permet de retrouver Alain Delon et Claudia Cardinale, qui apparaissaient déjà dans Rocco et ses frères. Burt Lancaster, en revanche, est un nouveau venu dans l'univers du réalisateur. Le choix de l'acteur américain fut amené par Goffredo Lombardo, producteur du film[9].

Cette reconstitution minutieuse de la Sicile des années 1860 mobilisa une équipe nombreuse et un budget très important. Le film obtint un grand succès public et critique, récompensé notamment par une Palme d'or au festival de Cannes en 1963.
Certains critiques reprochèrent néanmoins à Visconti, dont les premières réalisations étaient à l'origine du « nouveau réalisme », un classicisme rétrograde.
Visconti donne à voir la solitude du prince Salina et le sentiment qu'il a du déclin de son monde, à travers la longue séquence du bal qui clôt le film. La fin du roman, qui se passe après la mort du prince, n'a pas été mise en scène dans le film, de même que le chapitre consacré au Père Pirrone.
- En 2025, Netflix sort une série télévisée, Le Guépard, adaptée du roman, avec Deva Cassel, Kim Rossi Stuart, Saul Nanni et Benedetta Porcaroli dans les rôles principaux.

## Éditions

### En italien
- Il Gattopardo,  Feltrinelli, Milan, 1958
- Il Gattopardo, édition conforme au manuscrit de 1957, Feltrinelli, Milan, 1969

### En français
- Le Guépard, traduction de Fanette Pézard, Le Seuil, 1959
- Giuseppe Tomasi di Lampedusa (trad. de l'italien par Jean-Paul Manganaro, postface Gioacchino Lanza Tomasi — et nouvelle édition), Le Guépard, Paris, Éditions du Seuil, coll. « Points Grands Romans », 2007, 359 p. (ISBN 978-2-7578-0643-2)  Dans la postface[10], Lanza Tomasi relate : 
— les difficultés d'édition de l'ouvrage du vivant de l'auteur ainsi que les différentes variantes approuvées ;
— le contexte historique de la période évoquée par le roman ;
— quelques éléments de conjoncture liés à la période de rédaction ;
— et surtout, les liens entre le vécu des personnages du roman avec la réalité vécue, décrite par l'Histoire ou lors d'évènements personnels à l'auteur et à ses aïeux.